# Dyckia tuberosa
Dyckia tuberosa är en gräsväxtart som först beskrevs av Vell., och fick sitt nu gällande namn av Johann Georg Beer. Dyckia tuberosa ingår i släktet Dyckia och familjen Bromeliaceae. Inga underarter finns listade i Catalogue of Life.

## Bildgalleri

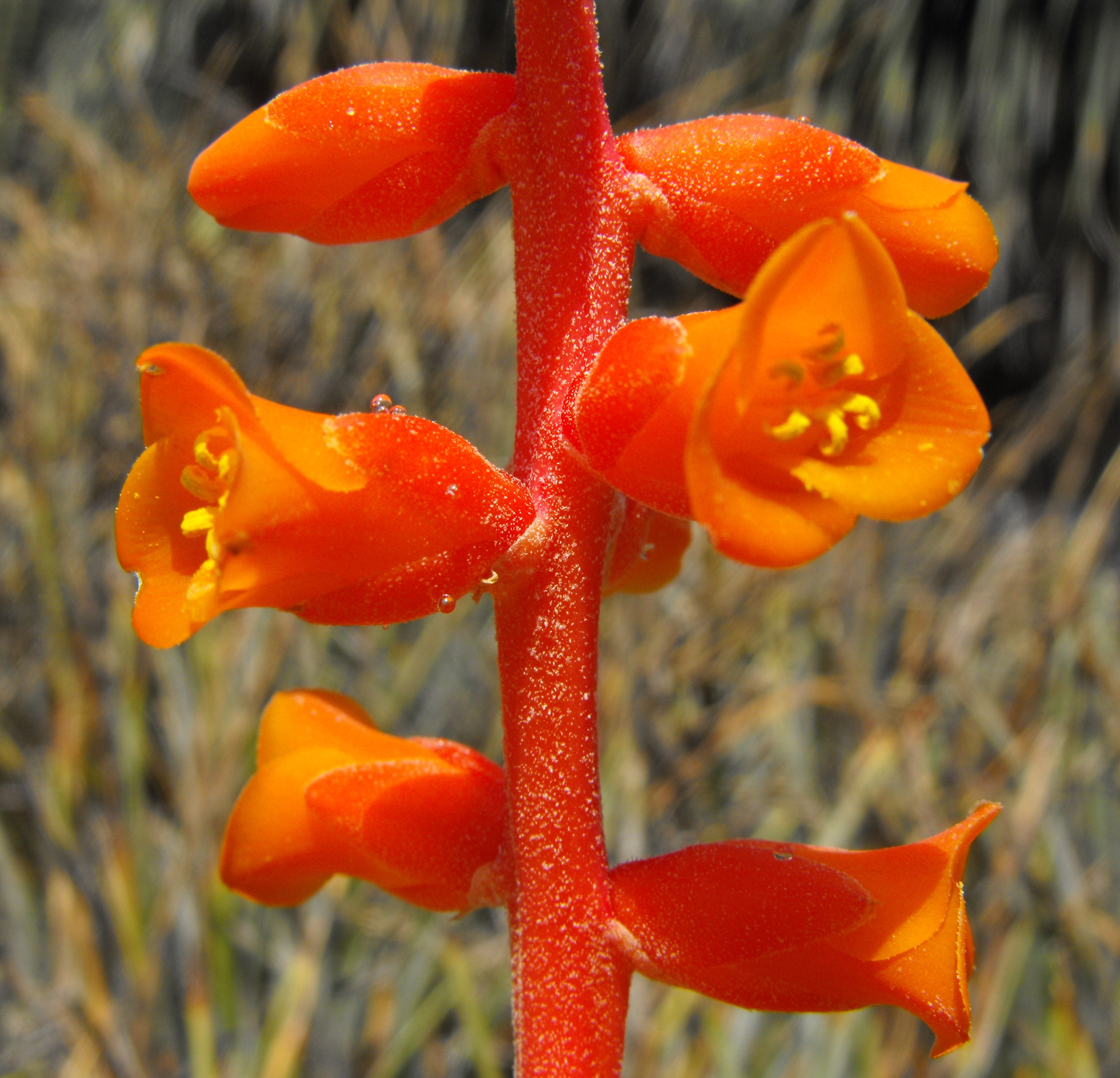